# رایما سن
رایما سن (انگلیسی: Raima Sen؛ زادهٔ ۷ نوامبر ۱۹۷۹) هنرپیشه اهل کشور هند است. وی از سال ۱۹۹۹ میلادی تاکنون مشغول فعالیت بوده‌است. از فیلم‌هایی که وی در آن نقش داشته‌است می‌توان به ماسه در چشم اشاره کرد.

## فیلم‌شناسی
فهرست برخی از فیلم‌هایی که رایما سن در آنها به ایفای نقش پرداخته‌است:
- ماسه در چشم
- ده
- زن متأهل
- اکلاویا
- عینک آفتابی
- همسر ژاپنی
- من، من هستم
- دوستان در قرن دهم
- مادرخوانده
- سفر ماه عسل با پی‌وی‌تی.ال‌تی‌دی
- مخبر
- بازی
- سرکوب
- جنگ واکسن
- سی کمپانی